# 海霞 (电影)
海霞是北京电影制片厂制作的一篇故事片，上映于1975年8月，导演为钱江、陈怀皑、王好为。

## 背景[1]
1972年7月，毛泽东在一次谈话中指出：“戏剧、文艺作品少了”，随后国务院文化组决定恢复故事片生产。此时，北京电影制片厂导演谢铁骊的小女儿正在阅读一部小说《海岛女民兵》，这是南京军区军队作家黎汝清根据“女民兵英雄”、人大代表汪月霞的事迹创作的。谢铁骊读后觉得该故事“政治上不会出任何问题”，于是将其改编为电影剧本《海霞》，经北影厂第一军代表狄福才批准后，列入北影厂故事片生产计划中。在筹备《海霞》的过程中，谢铁骊被江青要求接手样板戏《海港》、《杜鹃山》的拍摄。谢铁骊遂邀请凌子风执导《海霞》，但因拍摄的样片不如人意，北影下令停止拍摄。
1974年，谢铁骊升任北影厂核心领导小组组长，在其主持下，由钱江等人执导，《海霞》于7月在福建漳浦开始拍摄。1975年1月拍摄完成，但在送审后被文化部部长于会泳、副部长刘庆棠、浩亮指出存在“主要思想不明确”和“没有贯彻‘三突出’原则”等问题，责令修改。
1975年2月，在中南海负责为高级干部放映电影的周恒将未通过审核的《海霞》借走，放映给周恩来、邓颖超观看，随后在邓颖超推荐下，朱德、叶剑英等人也先后调看了《海霞》，叶剑英还将此片送总参谋部，在总参礼堂内放映三场。于会泳等人得知后向江青汇报，江青十分生气：“他们把手伸到文化部来了”。6月15日，《海霞》修改后再次送审，文化部认为仍然需要修改，不予通过。谢铁骊、钱江绕过文化部，向江青写信请求支持，江青指示：“建议上映、组织评论队伍评论”。6月22日第三稿送审，但文化部指示《海霞》以原始状态上映，准备作为“黑线回潮的代表作”进行批判，此举获得了张春桥的支持，北影厂内大量出现批判《海霞》及创作人员的大字报。
7月22日，经王好为之母牵线，谢铁骊等人和邓力群谈话，商定直接写信给毛泽东。申诉信在按照邓力群的意见修改后，转交邓小平。7月25日，邓小平将申诉信转交毛泽东，29日毛泽东批示：“印发政治局同志”，30日晚，中央政治局委员邓小平、张春桥、李先念、华国锋、余秋里等与于会泳、张维民、谢铁骊、钱江一起观看《海霞》的第一稿和第三稿。31日，中央政治局做出决定《海霞》按照修改后的版本上映。8月《海霞》遂正式全国上映。

## 《海霞》剧情
中华人民共和国建国前，海霞的渔民父母被渔霸陈占鳌和其手下先后杀害，建国后，海霞成了女民兵排的排长，在与解放军和群众的配合下，揪出了暗藏的特务，打垮了来犯的敌人，击毙了匪首陈占鳌，彻底粉碎了敌人侵扰海岛的罪恶阴谋。

## 演员
- 吴海燕（海霞）
- 蔡明（海霞童年，张桂兰配音）
- 赵联（方指导员）
- 田冲（德顺）
- 陈强（旺发）
- 阁增和（双和）
- 王苏娅（阿洪嫂）
- 冯恩鹤（阿洪）
- 洪学敏（玉秀）
- 张力维（彩珠）
- 孙玉珍（大成姨）
- 王炳或（刘大伯）
- 孙才华（海霞妈）
- 于文仲（李八十四）
- 于绍康（刘阿太）
- 李林（陈占鳌）
- 陈志坚（尤二狗）